# ホッファ
『ホッファ』（原題：Hoffa）は、1992年制作のアメリカ映画。ジャック・ニコルソン主演、ダニー・デヴィート出演兼監督。
VHS邦題は『ホッファ JFKが最も恐れた男』。

## 概要
アメリカ合衆国の労働組合指導者で、全米トラック運転組合（IBT、International Brotherhood of Teamsters）委員長を務めたジミー・ホッファを描いた作品。
ホッファを演じたニコルソンの演技は賛否を大きく分け、ゴールデングローブ賞とゴールデンラズベリー賞に同時ノミネートされる珍事となった。
ダニー・デヴィート扮するボビー・チャロはホッファの実在の側近数人のキャラクターを統合して創作された架空の人物である。
ニコルソンとデヴィートは『カッコーの巣の上で』以来の共演となった（2人は実生活でも親友である）。

## スタッフ
- 監督：ダニー・デヴィート
- 製作：エドワード・R・プレスマン、ダニー・デヴィート、カルデコット・チャブ
- 脚本：デヴィッド・マメット
- 製作総指揮：ジョセフ・イシグロ
- 撮影：スティーヴン・H・ブラム
- 音楽：デヴィッド・ニューマン
- 編集：リンジー・クリングマン、ロナルド・ルーズ

## キャスト
| 役名                                              | 俳優                                  | 日本語吹き替え | 日本語吹き替え |
| 役名                                              | 俳優                                  | VHS版          | 機内上映版     |
| ------------------------------------------------- | ------------------------------------- | -------------- | -------------- |
| ジミー・ホッファ                                  | ジャック・ニコルソン                  | 土師孝也       | 阪脩           |
| ボビー・チャロ                                    | ダニー・デヴィート                    | 稲葉実         |                |
| キャロル・ダレッサンドロ“ダリ” （マフィアのボス） | アーマンド・アサンテ                  | 水野龍司       |                |
| フランク・フィッツシモンズ（英語版）              | J・T・ウォルシュ                      | 神谷和夫       |                |
| ロバート・ケネディ司法長官                        | ケヴィン・アンダーソン                | 堀内賢雄       |                |
| ピート・コネリー                                  | ジョン・C・ライリー                   | 高宮俊介       |                |
| ジョー・ホッファ                                  | ナタリア・ノグリッチ（英語版）        |                |                |
| ビリー・フリン                                    | ロバート・プロスキー                  |                |                |
| 若い男（暗殺者）                                  | フランク・ホエーリー                  | 松本保典       |                |
| テッド・ハーモン                                  | ポール・ギルフォイル                  | 大山高男       |                |
| 看護師                                            | ジェニファー・ニコルソン              |                |                |
| ナイトクラブのコメディアン                        | ブルーノ・カービー （クレジットなし） | 辻親八         |                |
|                                                   | ジョン・ファヴロー （クレジットなし） |                |                |

## ノミネート
- 第65回アカデミー撮影賞（スティーヴン・H・ブラム）
- 第65回アカデミーメイクアップ賞（グレッグ・キャノン、ヴィ・ネイル、ジョン・ブレイク）
- 第50回ゴールデングローブ賞 主演男優賞 (ドラマ部門)（ジャック・ニコルソン）
- 第13回ゴールデンラズベリー賞最低男優賞（ジャック・ニコルソン）
- 第13回ゴールデンラズベリー賞最低監督賞（ダニー・デヴィート）
- 第43回ベルリン国際映画祭金熊賞